# 大穆蘭山
45°24′23″N 6°11′56″E / 45.406273°N 6.199023°E
大穆蘭山（法語：Les Grands Moulins），是法國的山峰，位於該國東南部，由奧文尼-隆-阿爾卑斯大區負責管轄，屬於法國阿爾卑斯山的一部分，距離首都巴黎500公里，海拔高度2,495米。